# Bulbul marron
Hemixos castanonotus
Pour les articles homonymes, voir Rossignol.
Espèce
Statut de conservation UICN

 LC  : Préoccupation mineure
Le Bulbul marron (Hemixos castanonotus) est une espèce d'oiseaux chanteurs de la famille des Pycnonotidae.

## Répartition
Cet oiseau se trouve dans le Sud de la Chine, à Hong Kong et dans le Nord du Viêt Nam,.

## Habitat
Son habitat naturel est constitué de forêts subtropicales ou tropicales de plaines humides.

## Systématique

### Sous-espèces
D'après le Congrès ornithologique international, cette espèce est constituée des deux sous-espèces suivantes :
- Hemixos castanonotus canipennis Seebohm, 1890 ;
- Hemixos castanonotus castanonotus Swinhoe, 1870.